# CE Liège
CE Liège – belgijski klub szachowy z siedzibą w Liège.

## Historia
Klub został założony w 1911 roku. W 1921 roku do klubu przyłączyło się kilkoro zawodników rosyjskiego pochodzenia, m.in. Victor Soultanbeieff i Georges Lalevitch. W 1926 roku klub zajął trzecie miejsce w mistrzostwach Belgii. W roku 1927 w wyniku powstałego w klubie rozłamu powstał Echiquier Liègeois. W sezonie 1928 zespół zdobył wicemistrzostwo Belgii. W latach 1929–1930 uzyskano trzecie miejsce. W 1930 roku klub zorganizował turniej z udziałem Aleksandra Alechina. W 1934 roku CE Liège ponownie zajął trzecie miejsce w krajowych rozgrywkach. W tym samym roku klub zorganizował indywidualne mistrzostwa Belgii. W 1937 roku klub został wicemistrzem kraju. Identyczne osiągnięcie powtórzono rok później. W 1976 roku klub połączył się z Echiquier Liègeois, tworząc CRELEL Liège.